# 横島 (長崎県長崎市)
横島（よこしま）は、長崎県長崎市香焼町にある島（無人島）。香焼町安保（あぼ）の竹崎鼻の南西約0.6kmに位置する。
明治時代中期に炭鉱として島全体が開発されたが、炭鉱自体は短期間で閉山した。昭和時代中期から島の沈下崩壊が進み、現在はほとんどが水没して東側に長さ約160m、西側に長さ約50mの小さな岩礁2つに分かれて残存しているのみである。

## 歴史
1884年（明治17年）に発行された『西彼杵郡誌』に記録された横島は、東西330m、南北61mの島で、小島ではあったが人家と耕作地が存在したと記録されている。また、一方で松がまばらに植生していた無人島とも伝わる。後に埋め立てにより拡張される前の、元々の横島の面積は約8,000m2程度であったと考えらえる。
横島の地下に、石炭鉱脈が発見されたのは1892年（明治25年）のことである。石炭鉱脈発見の2年後、1894年（明治27年）には三菱合資会社に買収され、翌1895年（明治28年）よりボーリングが始まり、炭鉱開発が開始された。このボーリングにより、地下82mまでの立坑が掘削された。なお三菱は、横島の南西にある高島の高島炭鉱を1881年（明治14年）に買収、採炭を行っており、1890年（明治23年）には高島の南の端島炭鉱も買収、この地域で炭鉱開発を拡大していた。横島は、この高島炭鉱の支山として開発が開始され、三菱の買収から3年後の1897年（明治30年）、もしくは4年後の1898年（明治31年）に出炭を開始した。1899年（明治32年）には、島内に発電所が設置され、香焼村で初めて電気の通った地域となった。なお、この発電所の設置は、本山である高島炭鉱よりも2年先行して実施されたものであった。炭鉱最盛期であった1900年（明治33年）には、島には130世帯が居住し、人口は約700人を数えた。これは、当時の香焼村の総人口の約3分の1を占めるほどであった。また、同年1月には私立横島尋常小学校が設置され、このほかに病院も設置されていた。元々小島でしかなかった横島でこれらの施設や社宅を設置するために、1897年（明治30年）より周囲に石垣を造り、山頂から東側に向かって埋め立てが行われており、これにより埋め立てられた敷地は14,267m2に上った。埋め立て後の横島の面積は約22,000m2になっていたという。ところが、地圧によって坑道が盤ぶくれを起こし、坑道への出水の問題もあり、以降の操業を断念。1902年（明治35年）に炭鉱は閉山された。出炭開始から長くて5年、三菱による買収から8年、石炭鉱脈の発見から数えても僅か10年での閉山という極短命な炭鉱であった。稼働時の総出炭量は約12万tであった。
閉山後、尋常小学校をはじめとする島内の全ての施設は閉鎖され、島民も島を離れた。更に埋立のために築かれた石垣は横島と同じ三菱が運営する炭鉱の島、端島などで再利用するために大部分が撤去された。このため、埋立地の土砂は次第に流失した。
土砂の流失に加えて、閉山から約63年が経過した1965年（昭和40年）頃から大規模な地盤沈下が進行した。『香焼町郷土誌』によれば、島の西側から沈下が進行、最終的には島の東側も少し沈下し、元の島の大部分は海中へ没し、現在のような小さな2つの岩礁が東西に残存しているのみとなった。この地盤沈下については、海底地すべりや炭鉱用の坑道が掘削されたことによる地下地盤の崩壊が原因と推測されていた。2019年（平成31年）2月、京都大学防災研究所の山崎新太郎をはじめとする研究チームが、潜水映像解析、ソナーによる海底のイメージングなどの手法を用いて、横島の地盤沈下に関して調査を実施しており、同年9月の日本地質学会の第126年学術大会にて、本調査に関する講演が行われた。山崎らによる調査では、横島が沈没した海底には、主に東西方向に延びる多数の開口亀裂と幅が最大10mに達する陥没帯が確認される一方で、主に島の南側に小規模な岩盤崩壊はあったものの、大規模な地滑りが発生した痕跡は確認できなかった。また、調査により横島西側の旧地表は北に8～12°もの傾斜がついた状態で海没していたことが判明した。横島周辺の地層は、東西方向に延び、北に最大25°傾斜して存在しているため、これと同様に横島地下に石炭層が存在すると山崎らは推定しており、この石炭層に沿って坑道を掘削すると、北側に傾斜した空洞が地下に形成される。また、沈下が発生した横島の西側は、三菱鉱業セメント（当時・現：三菱マテリアル）が1989年に発行した『高島炭鉱史』によれば、横島の坑道が開発された区域と一致する。これらのことから、横島西側に存在した北傾斜の空洞（坑道跡）が崩壊したことで、北に傾斜しながら横島は海に没していったと山崎らは結論付けている。加えて、山崎らは島が北側に回転する様に沈下していったため、南側に引っ張りの力が加わり，横島の南側では岩盤崩壊が発生したと推定している。
横島炭鉱は極短命だったこともあって資料が乏しいが、2017年（平成29年）には長崎市香焼地域センターの倉庫から横島炭鉱最盛期の1900年（明治33年）に撮影された写真とそのネガが発見された。この写真では、石垣で拡張された横島の全景が撮影されており、黒煙を上げる煙突や、立坑櫓、ひしめく様に建設された建物が写されている。また現在でも海中では、炭鉱操業時に築かれた石垣の根方などの遺構を見ることができる。